# Вертикаль (Калинковичі)
«Вертикаль» (біл. Вертыкаль) — професіональний білоруський футбольний клуб з міста Калинковичі в Гомельській області.

## Історія
З часу свого створення в 1996 році виступав у Другій лізі. У 2003—2004 роках провів два сезони в Першій лізі, але потім понизився в класі.
На початку 2012 року через фінансові труднощі не був допущений до участі в Другій лізі. У сезонах 2012 та 2013 років клинковицький клуб виступав в обласному чемпіонаті, а в 2013 році виграв чемпіонат Гомельської області.
У квітні 2014 року було оголошено про повернення «Вертикалі» до Другої ліги. Провівши в третьому дивізіоні три сезони, на початку 2017 року команда знову покинула республіканську арену.

### Емблеми

Історія емблем «Вертикалі»
до 2014 року
з 2016 року

## Досягнення
- Чемпіонат Гомельської області
  -  Чемпіон (1): 2013

### Клубні рекорди
- Найкраще досягнення в Першій лізі — 13 місце (2003)
- Найбільша перемога: 11:0 («Полісся» Козенки, 2002)

## Статистика виступів

### Чемпіонат і Кубок Білорусі
| Сезон | Ліга               | М  | Іг  | В  | Н  | П  | Голи  | Очки | Кубок       | Заўвагі                 |
| ----- | ------------------ | -- | --- | -- | -- | -- | ----- | ---- | ----------- | ----------------------- |
| 1996  | Третя — А (Д3)     | 12 | 28  | 5  | 7  | 16 | 24–47 | 22   |             |                         |
| 1997  | Третя — А (Д3)     | 8  | 28  | 11 | 6  | 11 | 58–59 | 39   |             |                         |
| 1998  | Друга — Б (Д3)     | 10 | 30  | 9  | 10 | 11 | 50–42 | 37   |             | Зміна назви ліг         |
| 1999  | Друга — Б (Д3)     | 3  | 22  | 13 | 4  | 5  | 42–26 | 43   |             |                         |
| 2000  | Друга — Б (Д3)     | 3  | 16  | 8  | 5  | 3  | 24–11 | 29   | 1/16 фіналу | Вихід у фінальний раунд |
| 2000  | Друга (Д3)         | 8  | 141 | 3  | 4  | 7  | 15–24 | 13   | 1/16 фіналу |                         |
| 2001  | Друга (Д3)         | 3  | 34  | 22 | 6  | 6  | 55–24 | 72   |             |                         |
| 2002  | Друга (Д3)         | 3  | 24  | 14 | 6  | 4  | 49–19 | 48   | 1/8 фіналу  | Вихід у Першу лігу      |
| 2003  | Перша (Д2)         | 13 | 30  | 7  | 6  | 17 | 22–44 | 27   |             |                         |
| 2004  | Перша (Д2)         | 15 | 30  | 7  | 8  | 15 | 29–49 | 29   | 1/16 фіналу | Виліт у Другу лігу      |
| 2005  | Друга (Д3)         | 4  | 26  | 14 | 6  | 6  | 49–17 | 48   | 1/32 фіналу |                         |
| 2006  | Друга (Д3)         | 5  | 32  | 20 | 6  | 6  | 71–34 | 66   | 1/16 фіналу |                         |
| 2007  | Друга (Д3)         | 5  | 30  | 17 | 6  | 7  | 57–27 | 57   | 1/16 фіналу |                         |
| 2008  | Друга (Д3)         | 6  | 30  | 13 | 11 | 6  | 44–32 | 50   | 1/16 фіналу |                         |
| 2009  | Друга (Д3)         | 5  | 26  | 12 | 5  | 9  | 28–34 | 41   | 1/32 фіналу |                         |
| 2010  | Друга (Д3)         | 16 | 34  | 8  | 8  | 18 | 42–67 | 32   | 1/32 фіналу |                         |
| 2011  | Друга (Д3)         | 14 | 30  | 6  | 4  | 20 | 27–61 | 22   | 1/32 фіналу |                         |
| 2012  | Д4, Західна зона2  | 2  | 14  | 10 | 2  | 2  | 40–11 | 32   |             |                         |
| 2012  | Фінальний етап     | 4  | 3   | 0  | 0  | 3  | 2–8   | 0    |             |                         |
| 2013  | Д4, Західна зона   | 1  | 8   | 8  | 0  | 0  | 32–5  | 24   |             |                         |
| 2013  | Фінальний етап     | 1  | 10  | 7  | 1  | 2  | 27–11 | 22   |             |                         |
| 2014  | Друга — А (Д3)     | 10 | 22  | 5  | 6  | 11 | 18–35 | 21   | 1/32 фіналу |                         |
| 2014  | Матчі за 19 місце3 | 20 | 2   | 0  | 1  | 1  | 2–5   |      | 1/32 фіналу |                         |
| 2015  | Друга — Б (Д3)     | 7  | 18  | 5  | 3  | 10 | 31–33 | 18   | 1/32 фіналу |                         |
| 2015  | Матчі за 13 місце4 | 13 | 2   | 1  | 0  | 1  | 2–2   |      | 1/32 фіналу |                         |
| 2016  | Друга (Д3)         | 7  | 24  | 9  | 5  | 10 | 40–38 | 32   | 1/16 фіналу |                         |

- 1 Включаючи 6 матчів, перенесених з 1-го раунду.
- 2 У 2012-2013 команда брала участь в чемпіонаті Гомельської області (четвертий дивізіон).
- 3 Стикові матчі проти клубу «Колос-Дружба» (Барановицький район), який зайняв 10 місце в групі Б (2:2, 0:3).
- 4 Стикові матчі проти клубу «Спартак» (Шклов), який зайняв 7 місце в групі А (1:0, 1:2 — перемога завдяки більшій кількості виїзних голів).

## Відомі тренери
- Олександр Крупичевський (1996—1997)
- Анатолій Петрушенко (1997—1999)
- Ігор Чоронєв (1999—2005)
- Леонід Змушко (з 2006)

## Відомі гравці
- Юрій Зенін